# 8668 Satomimura
8668 Satomimura este un asteroid din centura principală, descoperit pe 16 aprilie 1991, de Satoru Ōtomo și Osamu Muramatsu.